# Grzegorz Brzozowicz
Grzegorz Brzozowicz (ur. 26 marca 1960 w Warszawie) – polski dziennikarz popkulturowy i producent muzyczny.

## Życiorys
W latach 1972–77 mieszkał w Belgradzie (Jugosławia). W 1985 ukończył studia na Wydziale Telekomunikacji na Politechnice Warszawskiej. W latach 1981–88 organizował koncerty w warszawskim klubie studenckim „Riviera-Remont” (w latach 1986–1988 kierownik klubu). Pomysłodawca i szef festiwalu muzycznego „Poza Kontrolą” (1985–1988). Współpracownik pism: „Non Stop”, „Ekran”, „Magazyn Muzyczny”, „Rock’n’Roll”, „Gazeta Wyborcza” (1990–95), „Machina” (zastępca redaktora naczelnego 1996–97), „Elle”, „Muza”, „Gala” (redaktor naczelny 2002)), „Ozon”, „Dziennik”, „Playboy” i innych. Jako prezenter muzyczny pracował w stacjach radiowych: Trójka (1984–92) (audycje: Radio Clash, Dzika Rzecz, Tamtam, Rock po Polsku) Rozgłośnia Harcerska, Radio Kolor (szef muzyczny 1993–96), Jazz Radio, Radiostacja, Radio PiN, RDC. Dla TVP2 zrealizował szereg programów dokumentalnych, m.in. „Goran Bregović. Szczęściarz z Sarajewa” (1995), „Yugonostalgia” (2005), „Przyjaciele na 33 obroty” (2013), „Andrzej Korzyński – Zagubiony diament” (2016), „Legia u bram Ligi Mistrzów” (2016). W latach 2006–2011 był współpracownikiem telewizyjnego „Tygodnika kulturalnego” (TVP Kultura). Powrócił do programu w 2016 roku. W 2007 stworzył na antenie platformy n kanał filmowy „Wojna i Pokój”. Animator projektów muzycznych Yugoton i Yugopolis oraz pomysłodawca płyt Goran Bregović & Kayah („Kayah i Bregović”), Goran Bregović & Krzysztof Krawczyk („Daj mi drugie życie”), Justyna Steczkowska & Boban Marković („I na co mi to było?”).
Nazwisko Grzegorza Brzozowicza, jako krytyka muzycznego, pojawia się (obok Romana Rogowieckiego) w przeboju Kazika „12 groszy”.

## Publikacje książkowe
- Goran Bregović. Szczęściarz z Sarajewa (2000)
- Sto płyt, które wstrząsnęły światem, czyli kronika czasów popkultury (2000) – współautor Filip Łobodziński
- Ucho, gardło nóż – Vedrana Rudan, tłumacz (2002)
- Cejrowski – biografia (2010)
- Muniek – Grzegorz Brzozowicz rozmawia z Zygmuntem Staszczykiem (2011)
- Resortowe dziecko rock’n’rolla (2016)